# Галерија СУЛУЈ
Галерија СУЛУЈ је излагачки простор Савеза удружења ликовних уметника Југославије у Београду. Налази се у улици Теразије 26.

## Историја
Галерија СУЛУЈ је основана 1994. године на другом спрату палате Анкер, у просторијама Савеза удружења ликовних уметника Југославије. Активности реализује у простору Савеза, на другом спрату Палате "Анкер", на адреси Теразије 26 у Београду. Програм галерије уређује Уметнички савет СУЛУЈ-а на основу јавног конкурса и у мањем обиму по позиву, а програмска концепција усмерена је ка промовисању млађих визуелних уметника, кустоса и других сарадника у области који се кроз своју праксу баве неконвенционалним уметничким и кустоским приступима. Простор је отворен и за различите дискурзивне формате догађаја. Галерија фунционише по принципу самоорганизације уметника. У истом простору, у другој и трећој деценији 20. века, одвијала се четрнаестогодишња пракса излагања слика савремених југословенских сликара у оквиру Галерије Уметничког одељења Министарства просвете Краљевине Југославије. Укупна површина галерије је 58m² са галеријским простором погодним за камерна дешавања.

## Галерија
- Галерија СУЛУЈ
- Улаз у Галерији с Теразија
- Знак Галерије
- Ново Доба у СУЛУЈ-у
- Изложба СУЛУЈ-а
- Простор Галерије СУЛУЈ